# Phyllachora pressa
Phyllachora pressa är en svampart som beskrevs av Syd. 1939. Phyllachora pressa ingår i släktet Phyllachora och familjen Phyllachoraceae.   Inga underarter finns listade i Catalogue of Life.